# New Mexico State Route 478
Die New Mexico State Route 478 (kurz NM 478) ist eine State Route im US-Bundesstaat New Mexico, die in Nord-Süd-Richtung verläuft.
Die State Route beginnt an der New Mexico State Route 460 in Anthony und endet nach 39 Kilometern in Las Cruces am U.S. Highway 70. Sie verläuft parallel zum Rio Grande und zur Interstate 10. In Las Cruces zweigt die New Mexico State Route 28 ab.